# Chư Gu
Chư Gu là một xã thuộc huyện Krông Pa, tỉnh Gia Lai, Việt Nam.

## Địa lý
Xã Chư Gu là một xã nằm ở khu vực trung tâm của huyện Krông Pa, giáp thị trấn Phú Túc và cách trung tâm huyện 10 km về phía bắc, có vị trí địa lý:
- Phía đông giáp với xã Ia Mlăh
- Phía tây giáp với xã Chư Drăng
- Phía nam giáp với thị trấn Phú Túc
- Phía bắc giáp với xã Chư Rcăm.

Xã Chư Gu có diện tích 72,75 km², dân số năm 2020 là 8.051 người, mật độ dân số đạt 74 người/km².

## Giao thông
Chư Gu có Quốc lộ 25 chạy dọc qua xã với chiều dài 9 km lại nằm khá gần trung tâm kinh tế - xã hội của huyện Krông Pa.